# Aeroporto di Magadan-Sokol
L'aeroporto di Magadan-Sokol in russo Аэропорт Магадан-Сокол? è un aeroporto internazionale situato a circa 50 km a nord dal centro di Magadan, nell'Oblast' di Magadan, compreso nel Circondario federale dell'Estremo Oriente della Russia.

## Collegamenti con Magadan
L'aeroporto Sokol si trova a 55 km dal centro di Magadan, nel centro abitato di Sokol, ed è facilmente raggiungibile con la navetta che parte dall'Autostazione di Magadan ogni 40 minuti dalle ore 06:30 alle ore 20:30 (ora locale). Il tempo di viaggio è di circa 60 minuti.